# صخره‌ماهی ببری
صخره‌ماهی ببری (نام علمی: Sebastes nigrocinctus) نام یک گونه از سرده صخره‌ماهی است.